# Meteorološki radar
Meteorološki radar je radar koji radi u više frekvencijskih područja, jer se zbog različite reflektivnosti na različitim frekvencijama može dobiti znatno više meteoroloških podataka. Služi za određivanje (lociranje) područja oborina i oblaka u atmosferi i njihovo gibanje, za određivanje vrste i jakosti (intenziteta) oborina (kiša, snijeg, tuča i drugog), strukture oblaka, za dobivanje trodimenzijske slike područja te utvrđivanje područja turbulencije i moguće opasnosti za predmete na tlu i u zraku. Meteorološki radari rade na valnim duljinama od 1 do 20 centimetra, s odaslanom snagom od 100 do 1000 kW i dosegom od nekoliko desetaka do više stotina kilometara. Dopplerov radar djeluje na načelu Dopplerova učinka i omogućuje mjerenje poprečne (radijalne) brzine ciljeva u atmosferi (oborinskih čestica, čestica prašine) koji se gibaju izravno prema radaru ili od njega. Neke vrste radara koriste se kao vjetreni presječnici za dobivanje okomitog profila vjetra unutar troposfere. Neki radari služe i za određivanje visinskoga vjetra (praćenje radarske mete koja visi ispod meteorološkoga balona), a posebna je vrsta radara postavljena i na nekim meteorološkim satelitima za određivanje morskih valova (lidar ili optički radar).

## Objašnjenje
Meteorološki radari služe za dvije glavne namjene: utvrđivanje osnovnih svojstava sustava oblaka, te mjerenje visinskog vjetra. Položaj nekog objekta radari određuju pomoću radio valova, i to takozvani primarni radari koriste se reflektiranim (odbijenim) i raspršenim radio valovima, a takozvani sekundarni radari retransmitiranim valovima koje šalje posebni uređaj, takozvani responder ili transponder. 
Za određivanje visinskog vjetra odašiljači radara imaju snagu impulsa od 250 do 300 kW i valnu duljinu od 100 mm. Radar automatski prati reflektor - metu, koju nosi uvis poveći balon napunjen vodikom. Meta se sastoji od međusobno okomitih ploha u obliku dvostrukog tetraedra, prevučenih tankom metalnom folijom. Na radarskom prijamniku može se kontinuirano pratiti jačina signala, direktna udaljenost mete od radara, takozvana kosa udaljenost, te kutovi azimuta i nagiba. Pomoću primarnog radara kosa udaljenost se određuje mjerenjem vremena potrebnog da radarski signal dođe do radarske mete. 
Određivanje visinskog vjetra nije praktički ovisno o vremenskim prilikama, a za direktno računanje svojstava vjetra upotrebljavaju se bilo grafička pomagala bilo elektroničko mikroračunalo. 
Meteorološki radari za određivanje mikrofizičkih svojstava oblaka i oborina osnivaju se na pojavi da kapljice u oblacima, kišne kapi, ledeni kristali i zrna, tuča i snježne pahulje raspršuju radarske valove i time pobuđuju radarske odjeke. Funkcija raspršivanja S od čestice promjera D u smjeru izvora energije za valnu duljinu λ radarskog zračenja jest:
{\displaystyle F={\frac {\pi ^{5}\cdot D^{6}\cdot k^{2}}{\lambda ^{4}}}\ }
gdje je: k - kompleksna dielektričnost. Reflektirana energija je to veća što je valna duljina radarskog zračenja manja: radarom s λ ≼ 12,5 mm mogu se otkrivati konture oblaka, dok radarom s λ ≈ 100 mm samo oni dijelovi dobro razvijenih oblaka koji su sastavljeni od relativno većih vodenih ili ledenih čestica. Meteorološki radari novijih izvedbi imaju dvije valne duljine, pa mogu poslužiti za obje namjene. 
Općenito uzevši, radari se mogu upotrijebiti za određivanje vodoravnog i okomitog prostranstva oblačnih i oborinskih područja. Za tu svrhu radari imaju 3 zaslona (ekrana): panoramski, zaslon okomitog presjeka i amplitudni. Na panoramskom zaslonu (eng. Plain Position Indicator ili PPI) mogu se pratiti raspored oblaka i zone oborina u vodoravnoj ravnini na različitim udaljenostima. Na kružnom se ekranu, osim rotirajuće zrake, pojavljuju i područja odraza od oblačnih sustava i oborina te niz koncentričnih krugova koji označuju udaljenost od lokacije radara. Budući da čestice oblaka i oborina (pa i aerosola) oslabljuju energiju radarskog snopa, dolazi do takozvane atenuacije (prigušenje), koja se izražava u decibelima. Atenuacija je funkcija veličine čestica, a za magle i oblake iz kojih ne pada kiša obrnuto je proporcionalna valnoj duljini radarske zrake. Atenuatori na meteorološkim radarima omogućuju da se postepeno mijenja atenuacija radarske zrake u oblaku, pa se na taj način mogu lako odrediti područja povećane akumulacije vodenih i ledenih kapljica.
Za proučavanje okomitog razvoja oblaka služi zaslon okomitog presjeka  (eng. Range-Height Indicator ili RHI). Za vrijeme promatranja ovog zaslona antena je radara fiksirana na određeni azimut i pomiče se samo u okomitoj ravnini. Zaslon ima podjelu s vodoravnim (visine nad tlom) i okomitim (udaljenosti) linijama, pa se može pronaći (locirati) gornja i donja granica oblaka, oblak u okomitom presjeku i područje oborina u oblaku. I na tom zaslonu jakost (intenzitet) je sukladan (proporcionalan) snazi reflektiranog signala. 
Amplitudni zaslon (takozvani zaslon A) pokazuje osim primarnog emitiranog signala i veličinu i udaljenost reflektiranog signala, odnosno odjeka. Tim se zaslonom, u kombinaciji s ostala dva zaslona, može pratiti razvoj sustava oblaka. 
Analizom odraza na radarskim ekranima moguće je ustanoviti ne samo vrstu oblaka i njihov sastav, već i jakost (intenzitet) oborina nad nekim područjem, područje atmosferskih fronta, tropskih ciklona i tako dalje. 
U zadnje vrijeme razvijen je poseban tip radara takozvani Dopplerov radar koji upotrebom okomitog snopa određuje brzinu pada oborinskih čestica, a u određenim uvjetima i spektar njihovih promjena. Obrnuto, ako su poznate brzine padanja čestica, tada se brzine izmjerene Dopplerovim radarom mogu korigirati da bi se dobili iznosi okomitih gibanja u oblaku. Kombinacijom dvaju Dopplerovih radara i dvaju radara sa zaslonima RHI mogu se ustanoviti dvodimenzionalni oblici vodoravnih i okomitih gibanja zraka. Dopplerov radar služi i za mjerenje vjetrova unutar oblaka.

## Vanjske poveznice
|  | Zajednički poslužitelj ima stranicu o temi Meteorološki radar |